# Hieracium cuncolatoides
Hieracium cuncolatoides es una especie de planta con flor del género Hieracium, de la familia Asteraceae, orden Asterales.

## Distribución
Hieracium cuncolatoides se distribuye por Noruega.

## Taxonomía
Fue descrita científicamente por Notø. Fue publicada en Nyt Mag. Naturvidensk.